# Darmannes
Darmannes ist eine französische Gemeinde mit 243 Einwohnern (Stand: 1. Januar 2022) im Département Haute-Marne in der Region Grand Est. Sie gehört zum Arrondissement Chaumont und zum Kanton Bologne.

## Geographie
Darmannes liegt auf der Hochebene zwischen den Flüssen Marne und Rognon, etwa acht Kilometer nordöstlich von Chaumont. Umgeben wird Darmannes von den Nachbargemeinden Briaucourt im Nordwesten und Norden, Mareilles im Osten, Treix im Süden, Riaucourt im Westen sowie Bologne im Nordwesten.

## Bevölkerungsentwicklung
| Jahr                       | 1962 | 1968 | 1975 | 1982 | 1990 | 1999 | 2006 | 2019 |
| Einwohner                  | 140  | 149  | 137  | 181  | 165  | 162  | 243  | 262  |
| Quellen: Cassini und INSEE |      |      |      |      |      |      |      |      |

## Sehenswürdigkeiten

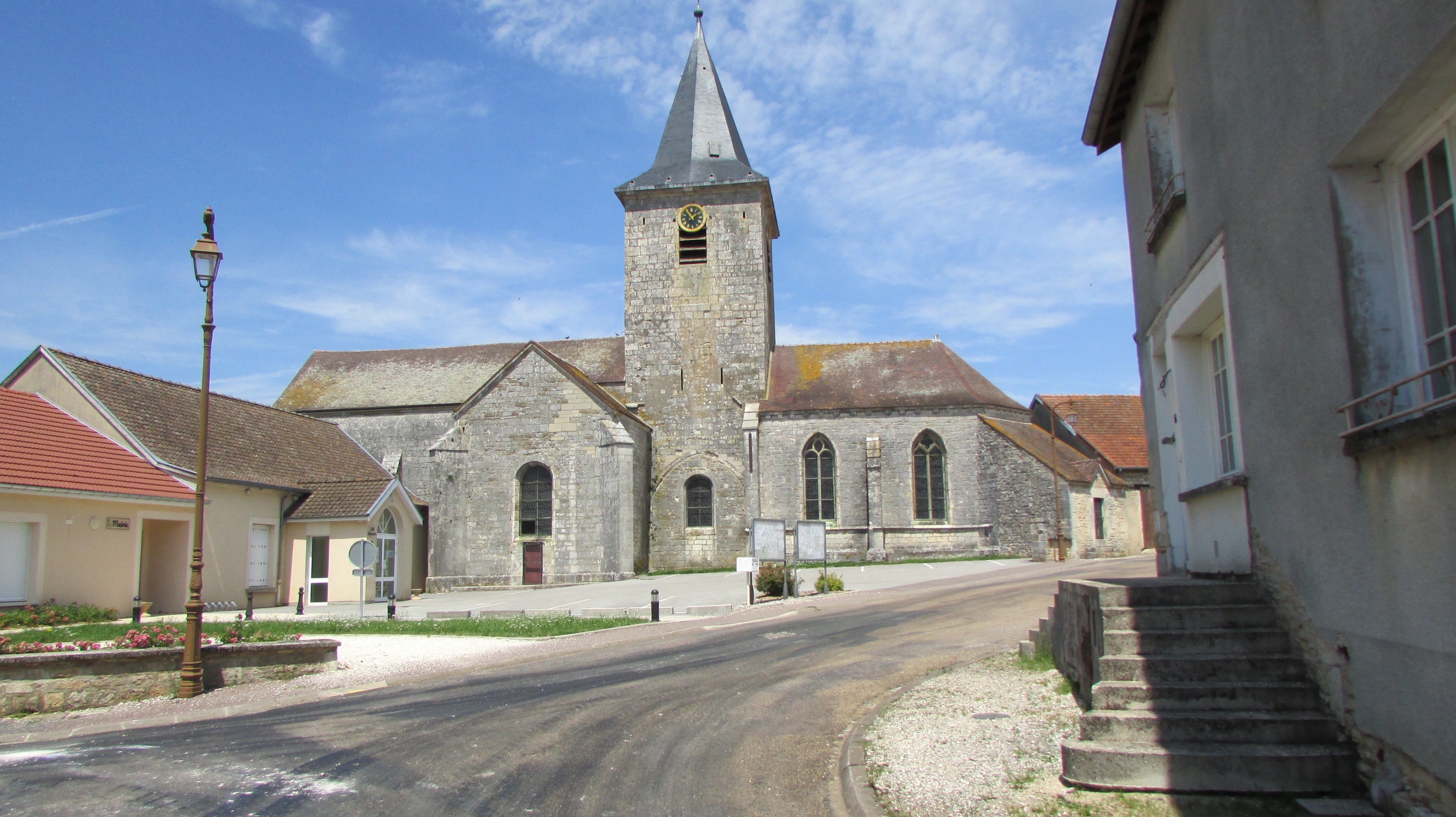
Kirche Saint-Martin

- Kirche Saint-Martin